# Energilagring

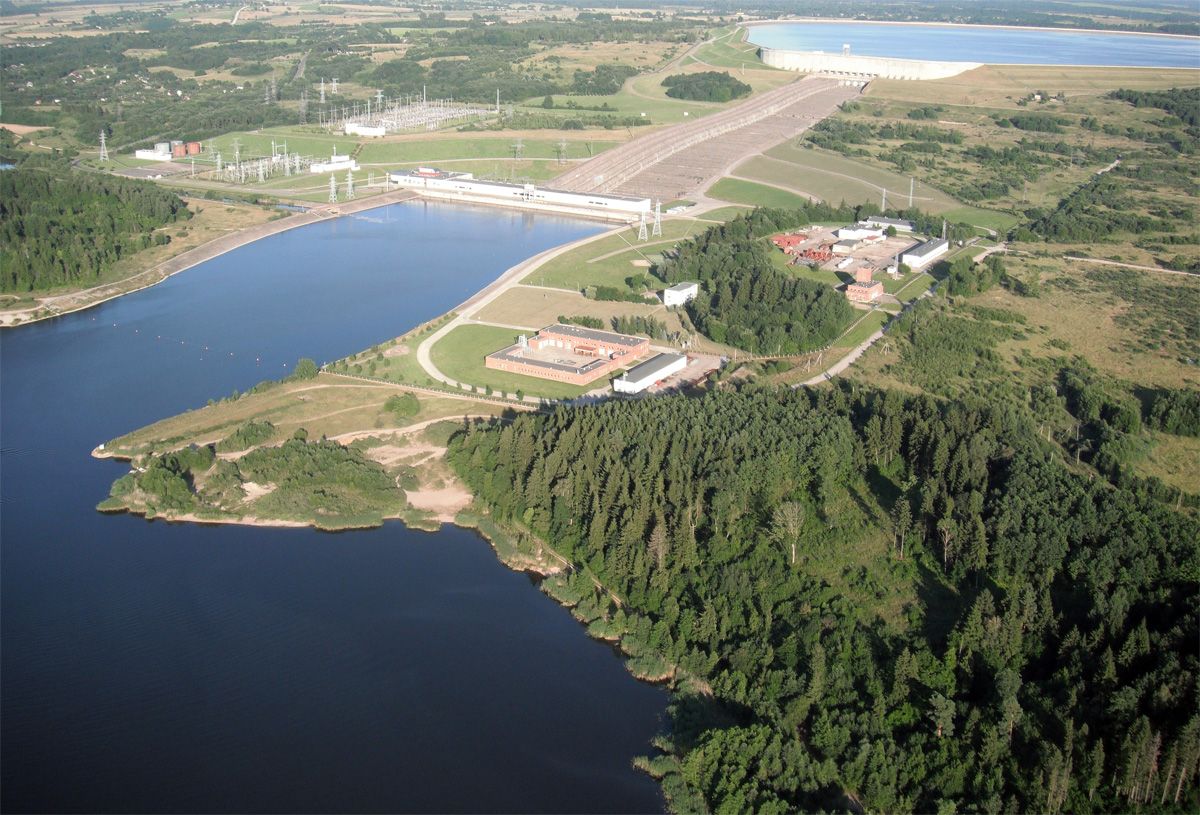
Kruonis pumpkraftverk är ett pumpkraftverk i Litauen för lagring av överskottsenergi.

Energilagring utnyttjas för att spara utvunnen nyttig energi som sedan kan användas vid en senare tidpunkt. Genom att utnyttja energilagring kan produktionen ske mer oberoende av konsumtionen. Detta är önskvärt vid uppvärmning och elkonsumtion över flera tidsskalor, från sekund- och minutskala till mer långsiktig planering över veckor och månader. Under sommaren är till exempel produktion från solstrålning och värme hög medan behovet av byggnadsuppvärmning och el för belysning är lågt medan motsatsen gäller under vintern. 

## Olika sätt att lagra energi

### I form avlägesenergi
I det svenska energisystemet sker storskalig lagring av lägesenergi genom vattenkraften, där stora vattenmängder samlas upp i dammar innan själva kraftverket. På så sätt kan vattenflödet kontrolleras och elproduktionen anpassas efter behovet. Även storskaliga pumpkraftverk kan användas. Genom att tillföra energi pumpas vatten upp i en reservoar och när energin behövs låter man vattnet passera en vattenturbin som i ett vanligt vattenkraftverk. Denna metod kan användas för att jämna ut variationer i belastningen av elnätet under dygnet, och produktionen kan hållas i övriga kraftverk.
Även tryckluft går att använda för att lagra energi. Storskalig trycksättning av luft har testats i Tyskland och USA där luft komprimeras i ett stort underjordiskt utrymme. Det går även att tillämpa "bakvänt" vid kylskåp för att skapa kyla.
För mycket små energibehov kan detta göras som i ett ur, antingen via en fjäder eller uppdragning av rotalergi lod.

### I form avrörelseenergi
Till exempel genom att låta ett tungt svänghjul med låg friktion rotera med hög hastighet.

### I form avvärmeenergi
Som att värma vatten i större eller mindre volymer som naturen själv gör med varma sjöar som under kalla höstdagar värmer området vid vattnet. 
Massiva stenbyggnader används ofta i varmt klimat, då stenen då håller dagsvärmen kvar under natten och dessutom verkar avkylande under den varma dagen.
Bergvärmepumpar fungerar enligt principen att ta ut värme ur berget som i sin tur värms upp under varma sommardagar.

### I form avelektrisk energi
För mycket små energimängder används kondensatorer medan för större används ackumulatorer (batterier). Privat energilagring förväntas bli allt mer närvarande med tanke på den ökande betydelse distribuerad produktion har (speciellt solceller) och den stora delen av energiförbrukningen byggnaderna själva står för. Ett hem med solceller kan uppnå en maximal elektrisk självförsörjning på ungefär 40%. För att nå högre nivåer av självförsörjning behövs energilagring, med tanke på obalansen mellan energiförbrukningen och energiproduktionen från solceller.

### I form avkemisk energi
Här finns väldigt många tekniker, då i princip alla kemiska processer som kan avge energi, också går att köra "baklänges" dock med olika stora omvandlingsförluster. Mest omtalat är nog möjligheten att spjälka upp vatten i syre och väte som då i en bränslecell kan generera energi i den omvända processen.